# August Lydtin
August Lydtin (* 11. Juli 1834 in Bühl, Großherzogtum Baden; † 21. August 1917 in Baden-Baden) war ein deutscher Tierarzt, Veterinärbeamter und Tierzuchtwissenschaftler.

## Leben und Wirken
Er befasste sich zuerst mit Pharmazie, studierte dann Tierheilkunde an den Tierarzneischulen Karlsruhe und Alfort bei Paris. Nach der Approbation wirkte er als Tierarzt in Saargemünd (Lothringen), ab 1862 in der Stadt Baden und ab 1865 hier als Bezirkstierarzt. Im Deutsch-Französischen Krieg 1870/71 wurde er Oberrossarzt des XIV. Armeekorps. Danach erfolgte die Berufung als technischer Referent für tierärztliche Fragen ins Innenministerium des Großherzogtums Baden. 1876 wurde er Landestierarzt und 1881 noch zusätzlich Referent für Tierzucht. 1895 trat er in den Ruhestand. Im Jahr 1908 wurde er zum Mitglied der Leopoldina gewählt.
Lydtin publizierte allein und gemeinsam mit anderen Autoren eine Vielzahl an größeren Beiträgen. Sie befassten sich mit Fragen des Veterinärwesens (Bekämpfung von wichtigen  Tierkrankheiten, Einführung der Fleischbeschau) und der Tierzucht (Zucht und Körpermessungen bei Rindern und Pferden, Beurteilung der Tiere bei Ausstellungen u. a.). Er hatte überregionalen Einfluss in der Abteilung Tierzucht der Deutschen Landwirtschafts-Gesellschaft (DLG) und durch seine Tätigkeit am Kaiserlichen Gesundheitsamt in Berlin. Als ein Vorbereiter zur Gründung der Deutschen Gesellschaft für Züchtungskunde (DGfZ) im Jahre 1905 förderte er die Zusammenarbeit von Tiermedizinern und Tierzüchtern in Wissenschaft und Praxis, stellte sich aber wegen seines Alters nicht mehr für eine Wahlfunktion zur Verfügung.

## Veröffentlichungen (Auswahl)
- Die Pferdezucht im Großherzogtum Baden: ihre Vergangenheit, Gegenwart und anzustrebende Zukunft. Karlsruhe, 1870.
- Die Bekämpfung der ansteckenden Thierkrankheiten durch ein Reichsgesetz: Veterinärtechnische Beleuchtung der betreffenden Februar-Beschlüsse des deutschen Landwirthschaftsraths. 1873 und 1875.
- Vorschläge zur Förderung der Pferdezucht im Großherzogthum Baden. Karlsruhe, 1873.
- Anleitung zur Ausübung der Fleischbeschau für badische Fleischbeschauer. Karlsruhe, 1879 und 1890.
- Das badische Veterinaerwesen: Die hierauf bezüglichen Gesetze, Verordnungen und Instruktionen. Karlsruhe, 1876, 1881, 1891.
- Der Rothlauf der Schweine, seine Entstehung und Verhütung (Schutzimpfung nach Pasteur) : nach amtlichen Ermittlungen im Großherzogthum Baden. Mit M. Schottelius. 1885.
- Denkschrift über die Maul- und Klauenseuche und ihre Bekämpfung: nebst einer Zusammenstellung der bezüglich veterinär-polizeilichen Bestimmungen im Deutschen Reich nach dem Stand vom 1. Januar 1893. Mit Hugo von Beißwänger, Berlin, 1893.
- Rechenknecht: Anleitung für den praktischen Landwirt zur Gewinnung von vergleichenden Zahlen der an Rindern und Pferden genommenen Körpermaße. Karlsruhe, 1896; 2., neubearb. und erw. Auflage. von Otto Butz und Georg Wilsdorf, 1922.
- Körpermessungen an Rindern und Schweinen. Berlin: P. Parey, 1897.
- Das deutsche Rind: Teil 1: Beschreibung der in Deutschland heimischen Rinderschläge. Mit Hugo Werner und der Tierzuchtabteilung der DLG. Berlin, 1899; Teil 2: Atlas
- Anleitung für das Richten von Rindern auf den Ausstellungen der Deutschen Landwirtschafts-Gesellschaft. Mit Hugo Werner. Berlin, 1900; 2. Auflage. 1907.
- Die Wandlungen in der Tuberkulose-Frage. Leipzig: Schmidt, 1902, Sonderdruck
- Die körperliche Entwicklung der deutschen Rinder: dargestellt an Messungs- und Wägungsergebnissen auf den jüngsten sechs Schauen der D.L.G., Berlin: DLG, 1904.
- Systeme des Punktierrichtens für Rinder und das System der Deutschen Landwirtschafts-Gesellschaft. Berlin: Parey, 1904.
- Der Reinzuchtbegriff und seine Auslegung in deutschen und ausländischen Züchtervereinigungen. Mit August Hermes. Berlin, 1909.
- Rückblicke auf die Entwicklung des deutschen Veterinärwesens mit besonderer Berücksichtigung des Großherzogtums Baden. Hannover: Schaper, 1914.

## Ehrungen
- 1871 Berufung zum Badischen Hoftierarzt
- 1876 Verleihung des Titels Geheimer Badischer Oberregierungsrat
- 1872–93 Redakteur der Tierärztlichen Mitteilungen
- 1881 außerordentliches Mitglied des Kaiserlichen Gesundheitsamtes in Berlin
- 1883 Ehrenpromotion zum Dr. med. h. c. durch die Medizinische Fakultät der Albert-Ludwigs-Universität Freiburg im Breisgau
- ab 1894 Mitherausgeber der Deutschen Tierärztlichen Wochenschrift
- 1899 Mitglied der Société nationale et centrale d`agriculture de France (Paris)